# Грейб, Роналд Джон
Ро́налд Джон Грейб (англ. Ronald John Grabe; род. 1945) — астронавт НАСА. Совершил четыре космических полёта на шаттлах: STS-51J (1985, «Атлантис»), STS-30 (1989, «Атлантис»), STS-42 (1992, «Дискавери»), STS-57 (1993, «Индевор»), полковник ВВС США.

## Личные данные и образование
Грейб родился 13 июня 1945 года в городе Нью-Йорк, штат Нью-Йорк, там же окончил среднюю школу. В 1962 году в Академии ВВС США получил степень бакалавра наук и в 1966 году степень бакалавра инженерных наук. В 1967 году учился аэронавтике по Программе Фулбрайта в Технологическом институте в городе Дармштадт, Западная Германия. У Грейба — две дочери от первого брака. Жена (вторая) — Линн О’Киф (она из Оттавы, Канада), у них — сын. Увлекается: лыжный спорт, виндсёрфинг и игры с мячом и ракеткой.

## ДоНАСА
После окончания Военно-воздушной академии в 1966 году, Грейб отправился в Дармштадт, ФРГ, в качестве стипендиата программы Фулбрайт. В 1967 году он вернулся в Соединённые Штаты для завершения подготовки как пилота на авиабазе «Рендолф», штат Техас. Впоследствии летал на самолёте F-100 в составе 27-й Тактической истребительной эскадрильи на авиабазе «Кэннон», штат Нью-Мексико. В 1969 году как пилот самолёта F-100 в 3-ю Тактическую истребительную эскадрилью на авиабазу Бьенхоа в Республику Вьетнам, где совершил 200 боевых вылетов. В 1970 году он был возвращён в 27-ю эскадрилью для тестирования закупаемых самолётов F-100 и F-111. Он участвовал в эксплуатационных испытаниях и оценке оружейных систем самолётов F-111D. В 1974 году Грейб был направлен в Школу лётчиков-испытателей, а после её окончания в 1975 году в качестве тест-пилота был распределён в Лётно-испытательный центр ВВС для испытаний самолётов А-7 и F-111. Был главным лётчиком-испытателем программы создания цифровой системы управления полётом и боевыми операциями. Позднее, с 1976 по 1979 год, в рамках программы «Обмен пилотами» служил в Королевских военно-воздушных силах Великобритании. В течение всего этого времени главным образом он испытывал для Королевских ВВС самолёты «Harrier» и для Королевского военно-морского флота — «Sea Harrier». Он служил инструктором в Школе лётчиков-испытателей ВВС США на авиабазе Эдвардс в Калифорнии, когда ему сообщили, что его приглашают в НАСА. Он имеет более 5500 часов налёта. Воинские звания: майор ВВС (1980 год), полковник ВВС (1994, в отставке с 11 апреля 1994 года).

## Подготовка к космическим полётам
В мае 1980 года Грейб был зачислен в отряд астронавтов НАСА в составе девятого набора. Начал прохождение курса общекосмической подготовки (ОКП) с июля 1980 года. По её окончании в августе 1981 года получил квалификацию пилота и назначение в Отдел астронавтов НАСА. Он был шеф-пилотом тестирования при моделировании наведения, навигации и управления STS-3 и STS-4. Был заместителем руководителя Отдела программ установки полезной нагрузки в грузовых отсеках шаттлов, затем был руководителем тренировочного процесса в Отделе астронавтов.

## Космические полёты
- Первый полёт — STS-51J[3], шаттл «Атлантис». C 3 по 7 октября 1985 года в качестве пилота. Это второй запуск челнока в интересах Министерства обороны США, на орбиту были выведены два военных спутника связи «USA-11» и «USA-12» (типа DSCS-III). Продолжительность полёта составила 4 суток 1 час 46 минут[4].
- Второй полёт — STS-30[5], шаттл «Атлантис». C 4 по 8 мая 1989 года в качестве пилота. Экипаж успешно вывел на орбиту автоматическую межпланетную станцию (АМС) «Магеллан». Это был первый с 1978 года спутник США по изучению другой планеты и первый планетарный зонд, который запущен с шаттла. Продолжительность полёта составила 4 суток 00 часов 58 минут[6].
- Третий полёт — STS-42[7], шаттл «Дискавери». C 22 по 30 января 1992 года в качестве командира корабля. Экипаж шаттла провёл более 40 научных экспериментов в области материаловедения, медицины и биологии, а также два военно-прикладных эксперимента для министерства обороны США. Главная задача этих двух экспериментов — изучение воздействия низкой гравитации на живые организмы, оценить вероятность генетических изменений в длительных пилотируемых межпланетных полётах. Продолжительность полёта составила 8 суток 1 час 16 минут[8].
- Четвёртый полёт — STS-57[9], шаттл «Индевор». C 21 июня по 1 июля 1993 года в качестве командира корабля. Продолжение медико-биологических исследований и астрономических наблюдений. Продолжительность полёта составила 9 суток 23 часа 46 минут[10].

Общая продолжительность полётов в космос — 26 суток 3 часа 45 минут.

## После полётов
11 апреля 1994 года Грейб покинул НАСА и ВВС и перешёл в «Orbital Sciences Corporation», Даллес, штат Виргиния.

## Награды и премии
Награждён: Медаль за «Воздушные операции», Медаль «За космический полёт» (1985, 1989, 1992 и 1993) и многие другие.